# Kanzel Champeaux (Ille-et-Vilaine)

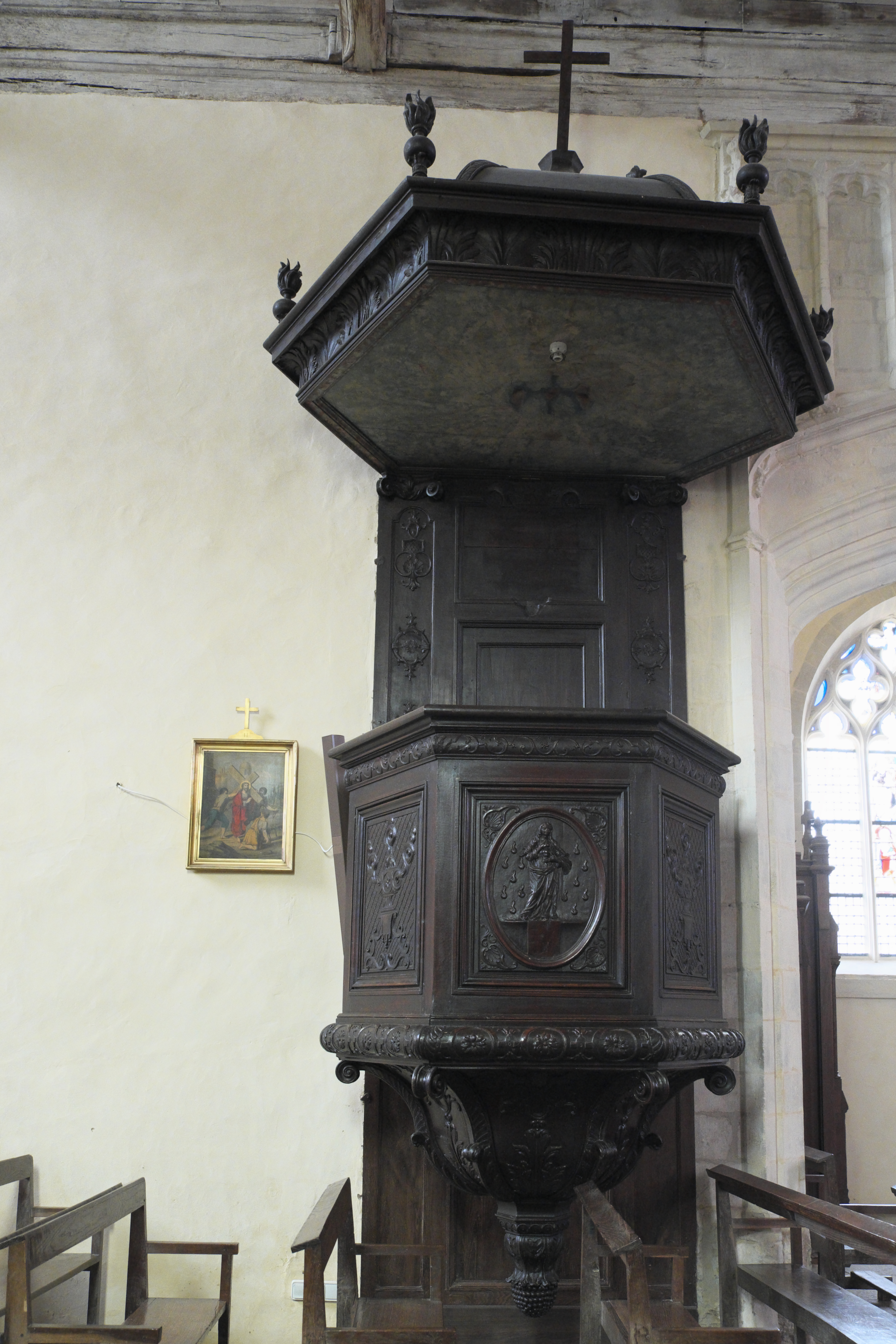
Kanzel in Champeaux

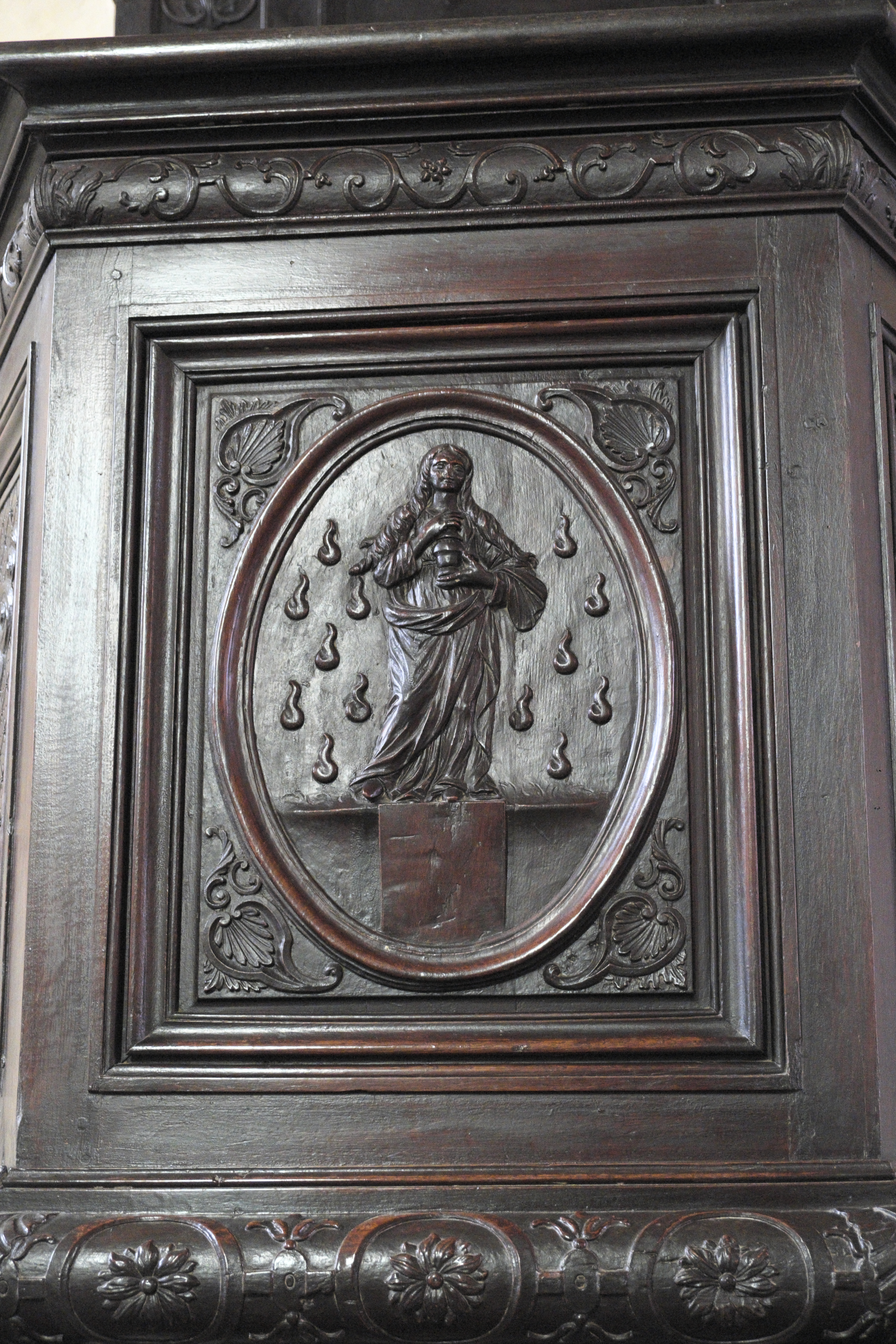
Maria Magdalena

Die Kanzel in der katholischen Kirche Ste-Marie-Madeleine in Champeaux, einer französischen Gemeinde im Département Ille-et-Vilaine in der Region Bretagne, wurde in der ersten Hälfte des 18. Jahrhunderts geschaffen. Die Kanzel wurde 1984 als Monument historique in die Liste der geschützten Objekte (Base Palissy) in Frankreich aufgenommen.
Die vier Meter hohe Kanzel aus Eichenholz besitzt einen Schalldeckel, der an den Ecken mit Flammen dekoriert ist und von einem Kreuz bekrönt wird. 
Auf dem Kanzelkorb ist Maria Magdalena, von Tränen umgeben und mit ihrem Attribut, dem Salbgefäß, dargestellt. Die Kanzel ist durch einen Außenaufgang zugänglich.